# We No Speak Americano
We No Speak Americano ist ein Lied der australischen Band Yolanda Be Cool mit dem australischen Musikproduzenten DCUP. Der Song benutzt ein Stimmsample des Liedes Tu vuò fà l’americano und wurde erstmals am 27. Februar 2010 als Download veröffentlicht. Die Single erreichte unter anderem in Deutschland, in Österreich, in der Schweiz, in Dänemark, in den Niederlanden, im Vereinigten Königreich und in Schweden Platz eins der Charts. Das von Nicola Salerno, Renato Carosone, Duncan MacLennan und den Mitgliedern der Band Yolanda Be Cool, Johnson Peterson und Sylvester Martinez, geschriebene Lied gewann unter anderem den ARIA Award 2011 für Best Dance Release. Der Titel kommt auch in den Filmen Sex on the Beach und Hop – Osterhase oder Superstar? vor. Das Musikvideo zum Song wurde von Andy Hylton gedreht.
Die Ursprungsversion des Liedes Tu Vuò Fà L’Americano von Renato Carosone wurde von Sophia Loren im Film Es begann in Neapel gesungen.

## Rezeption
‘We No Speak Americano’ is a club smash built around a socking great sample from an old Italian language hit from the 1950s - to which the knob-twiddling trio have added beats as bouncy and eager-to-please as a Labrador pup at din-dins time. The result is far from unappealing but roughly as repetitive as the musings of a drunken depressive, so enjoy it now before that mate of a mate with a fondness for novelty ringtones gets hold of it.

## Kommerzieller Erfolg

### Chartplatzierungen
| ChartsChartplatzierungen       | Höchstplatzierung | Wochen |
| ------------------------------ | ----------------- | ------ |
| Australien (ARIA)              | 4 (22 Wo.)        | 22     |
| Deutschland (GfK)              | 1 (40 Wo.)        | 40     |
| Österreich (Ö3)                | 1 (33 Wo.)        | 33     |
| Schweiz (IFPI)                 | 1 (41 Wo.)        | 41     |
| Vereinigte Staaten (Billboard) | 29 (20 Wo.)       | 20     |
| Vereinigtes Königreich (OCC)   | 1 (22 Wo.)        | 22     |

| ChartsJahrescharts (2010)    | Platzierung |
| ---------------------------- | ----------- |
| Australien (ARIA)            | 34          |
| Deutschland (GfK)            | 5           |
| Österreich (Ö3)              | 1           |
| Schweiz (IFPI)               | 2           |
| Vereinigtes Königreich (OCC) | 9           |

### Auszeichnungen für Musikverkäufe
| Land/Region                  | Auszeichnungen für Musikverkäufe (Land/Region, Auszeichnung, Verkäufe) | Verkäufe  |
| ---------------------------- | ---------------------------------------------------------------------- | --------- |
| Australien (ARIA)            | 2× Platin                                                              | 140.000   |
| Belgien (BRMA)               | Platin                                                                 | 30.000    |
| Dänemark (IFPI)              | Platin                                                                 | 30.000    |
| Deutschland (BVMI)           | 2× Platin                                                              | 600.000   |
| Europa (Impala)              | Platin                                                                 | 400.000   |
| Finnland (IFPI)              | —                                                                      | 3.947     |
| Italien (FIMI)               | Platin                                                                 | 30.000    |
| Neuseeland (RMNZ)            | Platin                                                                 | 15.000    |
| Norwegen (IFPI)              | 5× Platin                                                              | 50.000    |
| Schweden (IFPI)              | 6× Platin                                                              | 240.000   |
| Spanien (Promusicae)         | 3× Platin                                                              | 120.000   |
| Schweiz (IFPI)               | Gold                                                                   | 15.000    |
| Vereinigte Staaten (RIAA)    | Platin                                                                 | 1.000.000 |
| Vereinigtes Königreich (BPI) | Platin                                                                 | 600.000   |
| Insgesamt                    | 1× Gold · 25× Platin ·                                                 | 3.273.947 |